# Стів Пейн
Стів Пейн (англ. Steve Payne, нар. 16 серпня 1958, Торонто) — колишній канадський хокеїст, що грав на позиції крайнього нападника. Грав за збірну команду Канади.
Провів понад 600 матчів у Національній хокейній лізі. 

## Ігрова кар'єра
Хокейну кар'єру розпочав 1976 року.
1978 року був обраний на драфті НХЛ під 19-м загальним номером командою «Міннесота Норт-Старс». 
Усю професійну клубну ігрову кар'єру, що тривала 11 років, провів, захищаючи кольори команди «Міннесота Норт-Старс».
Загалом провів 684 матчі в НХЛ, включаючи 71 гру плей-оф Кубка Стенлі.
Виступав за збірну Канади.

## Статистика
| Сезон        | Клуб                   | Ліга         | Регулярний сезон | Регулярний сезон | Регулярний сезон | Регулярний сезон | Регулярний сезон | Плей-оф | Плей-оф | Плей-оф | Плей-оф | Плей-оф |
| Сезон        | Клуб                   | Ліга         | І                | Г                | П                | О                | ШХ               | І       | Г       | П       | О       | ШХ      |
| ------------ | ---------------------- | ------------ | ---------------- | ---------------- | ---------------- | ---------------- | ---------------- | ------- | ------- | ------- | ------- | ------- |
| 1976–77      | «Оттава 67-і»          | ОХЛ          | 61               | 21               | 26               | 47               | 22               | 19      | 4       | 14      | 18      | 5       |
| 1977–78      | «Оттава 67-і»          | ОХЛ          | 52               | 57               | 37               | 94               | 22               | 16      | 12      | 8       | 20      | 4       |
| 1978–79      | «Оклахома-Сіті Старс»  | ЦПХЛ         | 5                | 3                | 4                | 7                | 2                | —       | —       | —       | —       | —       |
| 1978–79      | «Міннесота Норт-Старс» | НХЛ          | 70               | 23               | 17               | 40               | 29               | —       | —       | —       | —       | —       |
| 1979–80      | «Міннесота Норт-Старс» | НХЛ          | 80               | 42               | 43               | 85               | 40               | 15      | 7       | 7       | 14      | 9       |
| 1980–81      | «Міннесота Норт-Старс» | НХЛ          | 76               | 30               | 28               | 58               | 88               | 19      | 17      | 12      | 29      | 6       |
| 1981–82      | «Міннесота Норт-Старс» | НХЛ          | 74               | 33               | 45               | 78               | 76               | 4       | 4       | 2       | 6       | 2       |
| 1982–83      | «Міннесота Норт-Старс» | НХЛ          | 80               | 30               | 39               | 69               | 53               | 9       | 3       | 6       | 9       | 19      |
| 1983–84      | «Міннесота Норт-Старс» | НХЛ          | 78               | 28               | 31               | 59               | 49               | 15      | 3       | 6       | 9       | 18      |
| 1984–85      | «Міннесота Норт-Старс» | НХЛ          | 76               | 29               | 22               | 51               | 61               | 9       | 1       | 2       | 3       | 6       |
| 1985–86      | «Міннесота Норт-Старс» | НХЛ          | 22               | 8                | 4                | 12               | 8                | —       | —       | —       | —       | —       |
| 1986–87      | «Міннесота Норт-Старс» | НХЛ          | 48               | 4                | 6                | 10               | 19               | —       | —       | —       | —       | —       |
| 1987–88      | «Каламазу Вінгс»       | ІХЛ          | 5                | 3                | 5                | 8                | 6                | —       | —       | —       | —       | —       |
| 1987–88      | «Міннесота Норт-Старс» | НХЛ          | 9                | 1                | 3                | 4                | 12               | —       | —       | —       | —       | —       |
| Усього в НХЛ | Усього в НХЛ           | Усього в НХЛ | 613              | 228              | 238              | 466              | 435              | 71      | 35      | 35      | 70      | 60      |